# Mission secrète (film)
Pour plus de détails, voir Fiche technique et Distribution.
Mission secrète (en russe : Секретная миссия, Sekretnaya missiya) est un film soviétique réalisé par Mikhaïl Romm en 1950, et restauré en 1969. 

## Synopsis
L’histoire se déroule en Allemagne en 1945. À la veille de l'effondrement du Reich, les nazis mènent les négociations secrètes avec les Américains sur la reddition des troupes allemandes à l'Ouest. Les agents de renseignement soviétiques font tout leur possible pour contrecarrer ces négociations.

## Fiche technique
- Titre français : Mission secrète
- Titre original : Секретная миссия (Sekretnaya missiya)
- Réalisation : Mikhaïl Romm
- Scénario : Konstantin Isaev (ru), Mikhaïl Maklarski (ru)
- Photographie : Boris Voltchek (ru)
- Costumes : Valentin Pereletov (ru)
- Direction artistique : Abram Freidine (ru)
- Compositeur : Aram Khatchatourian
- Son : Valentin Popov
- Pays d'origine : URSS
- Studios : Mosfilm
- Durée : 84 min
- Format : Noir et blanc - 1,37:1 - Mono
- Genre : Film d'espionnage
- Date de sortie : 1950

## Distribution
- Elena Kouzmina : Marta Schirke
- Mikhaïl Vyssotski : Winston Churchill
- Nikolaï Komissarov : sénateur Allan
- Sergueï Vetcheslov : Harvey
- Alexandre Antonov : général Schitte
- Vladimir Gardine : Dillan
- Nikolaï Rybnikov : Wanderkorn
- Georgy Georgiu : Berg
- Vassili Makarov : Alexeï Dementiev
- Alexeï Gribov : général Piotr Vassilievitch
- Alexandre Tcheban : général soviétique
- Vladimir Renine : Gerd von Rundstedt
- Vladimir Saveliev : Adolf Hitler
- Vladimir Belokourov : Martin Bormann
- Alexandre Pelevine : Walter Schellenberg
- Mikhaïl Yanchine : Schultz
- Alexandre Khokhlov : Alfred Krupp
- Piotr Berezov : Heinrich Himmler
- Vladimir Gotovtsev : industriel allemand